# Фёдоровка Вторая (Оренбургская область)
Фёдоровка Втора́я — село в Саракташском районе Оренбургской области России. Входит в состав Старосокулакского сельсовета.

## География
Село находится на северо-востоке центральной части Оренбургской области, в степной зоне, на левом берегу реки Бурунча, на расстоянии примерно 34 км (по прямой) к северо-северо-востоку (NNE) от Саракташа, административного центра района. Абсолютная высота — 187 м над уровнем моря.
Климат
Климат характеризуется как резко континентальный с продолжительной морозной зимой и относительно коротким жарким сухим летом. Средняя температура воздуха самого тёплого месяца (июля) — 20 — 22 °C; самого холодного (января) — −16 — −15,5 °C. Среднегодовое количество атмосферных осадков составляет 350—450 мм.
Часовой пояс
Село Фёдоровка Вторая, как и вся Оренбургская область, находится в часовой зоне МСК+2. Смещение применяемого времени относительно UTC составляет +5:00.

## Население
| 2010 |
| ---- |
| 1    |